# Arbeit macht frei

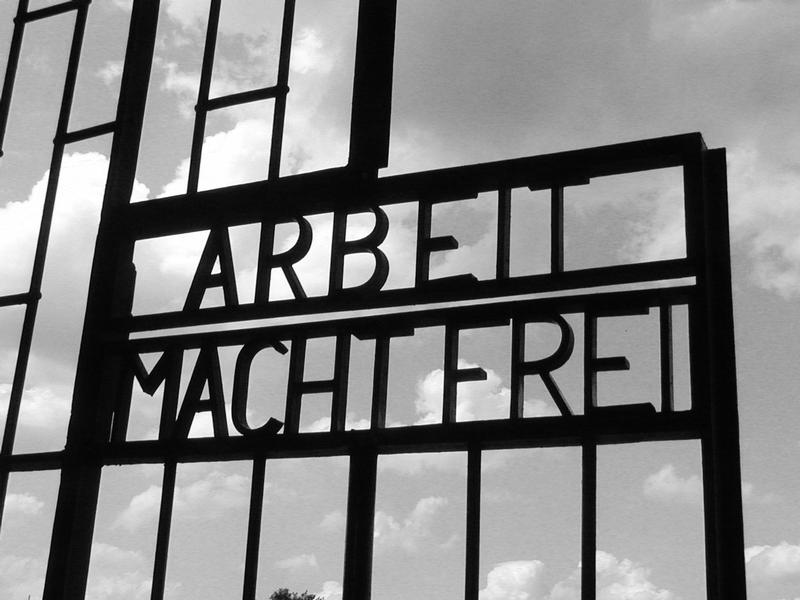
Arbeit Macht Frei na bráně KT Sachsenhausen

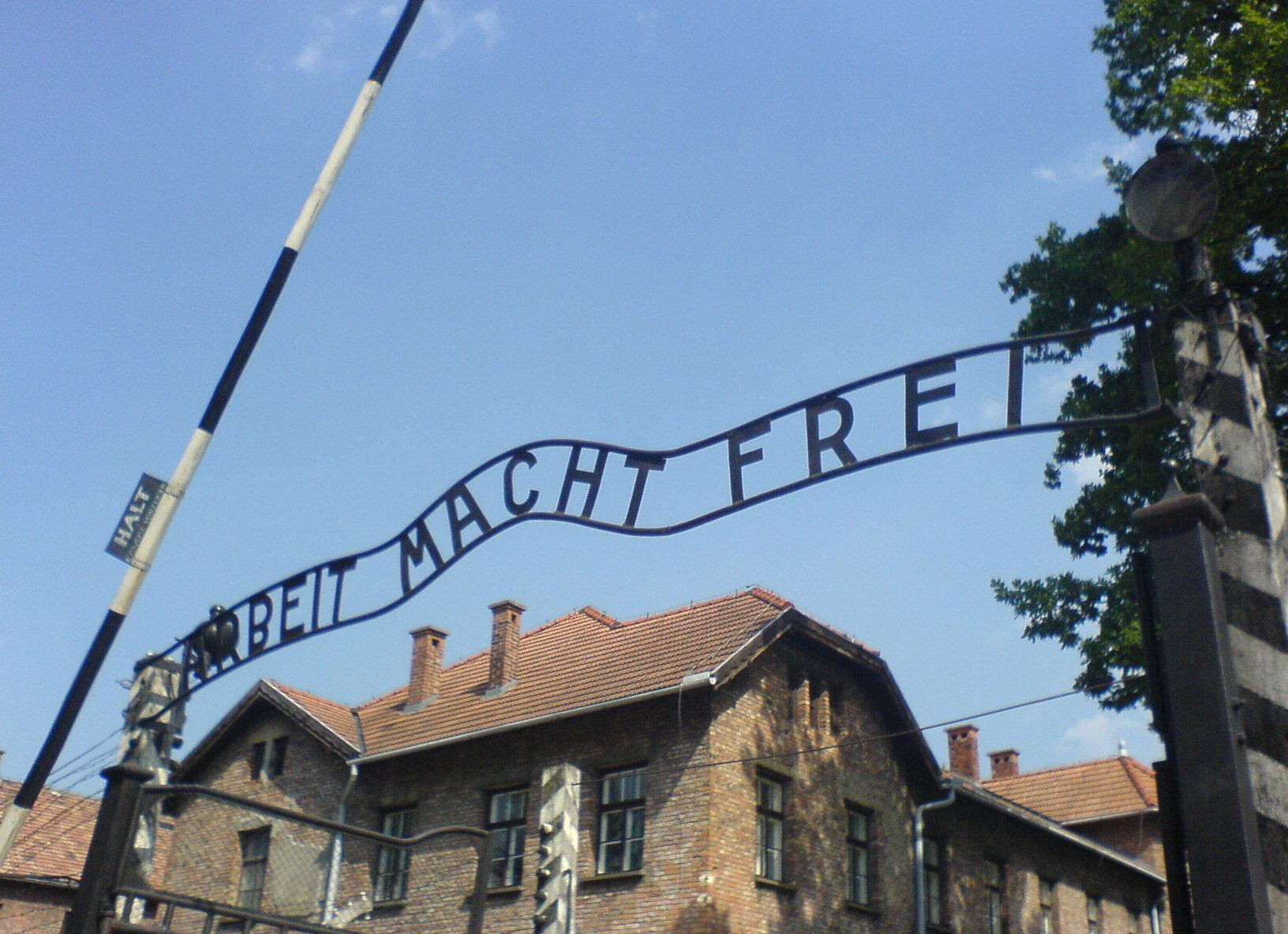
Arbeit Macht Frei u vstupu do KT Auschwitz I

„Arbeit macht frei“ je německá věta, která v překladu doslova znamená „práce osvobozuje“, „práce činí svobodným“ či „prací ke svobodě“. Věta je známá z bran mnohých nacistických koncentračních táborů, ale například (v překladu "prací ke svobodě") i z komunistického pracovního tábora na Příbramsku.

## Původ
Výraz „Arbeit macht frei“ použil v roce 1872 poprvé německý germanista a nacionalista Lorenz Diefenbach jako titul svého románu, díky čemuž se tato věta stala známou v německých nacionalistických kruzích. V roce 1928 pak vláda Výmarské republiky použila tuto větu v rámci své politiky veřejných prací pro nezaměstnané během hospodářské krize. V použití této věty bylo pokračováno i po roce 1933, kdy se k moci dostala NSDAP (Nacistická strana).

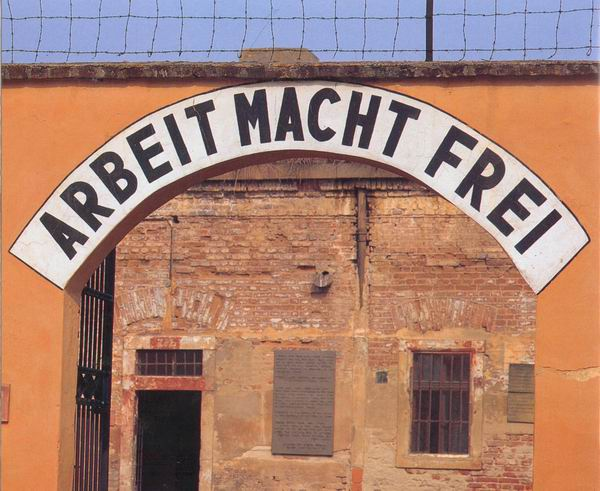
Arbeit Macht Frei v Malé pevnosti KT Terezín

## Nacistické užití
Nápis „Arbeit macht frei“ byl umístěn u bran mnoha nacistických koncentračních táborů jako „jakési mystické prohlášení, že sebeobětování v podobě nekonečné práce může přinést jakousi duševní svobodu.“
Přestože bylo v Německu běžnou praxí umísťovat u vchodů do institucionálních objektů a velkých sídlišť podobný druh nápisů, použití této věty bylo nařízeno SS generálem Theodorem Eickem, inspektorem koncentračních táborů a prvním velitelem koncentračního tábora Dachau.
Nápis „Arbeit macht frei“ lze stále spatřit na několika místech, včetně vstupu do tábora Auschwitz I. Dále se nachází u koncentračních táborů Dachau, Gross-Rosen, Sachsenhausen a Terezín.
Tento nápis nebyl použit u všech německých koncentračních táborů. Například v koncentračním táboře Buchenwald byl použit nápis „Jedem das Seine“, což v překladu znamená „Každému, co jeho jest“ či „Každému, co mu patří“ (doslova "každému to jeho" resp. "každému to svoje").

## Krádež nápisu z koncentračního tábora Auschwitz I
V noci na pátek 18. prosince 2009 byl snad nejznámější nápis Arbeit macht frei z brány koncentračního tábora Auschwitz I (Auschwitz, Osvětim) odcizen skupinou lupičů. Krádež vyvolala četné reakce, ostře ji odsoudil například i bývalý polský prezident Lech Wałęsa. Původní nápis byl nahrazen kopií, která byla pořízena při restaurování originálního nápisu. 21. prosince 2009 byl nápis objeven na severu Polska rozřezán na tři kusy odpovídající jednotlivým slovům.